# Ardeur
Pour l’article ayant un titre homophone, voir Harder.
Ardeur est une série de bande dessinée post-apocalyptique française créée par les frères Alex (dessin) et Daniel Varenne (scénario). Ses six récits ont été publiés de 1979 à 1987 dans Charlie Mensuel et L'Écho des savanes.
Ardeur est un aviateur français qui tente de survivre dans une Europe dystopique ravagée par la Troisième Guerre mondiale.

## Listes des albums
- Ardeur :

1. Ardeur, Éditions du Square, 1980.
2. Warschau, Le Square-Albin Michel, 1981  (ISBN 2-226-01106-4)[2]..
3. Le Grande Fugue, Le Square-Albin Michel, 1981  (ISBN 2-226-01308-3).
4. Berlin Strasse, Albin Michel, coll. « L'Écho des savanes », 1983  (ISBN 2-226-01651-1).
5. Ida Mauz, Albin Michel, coll. « L'Écho des savanes », 1983  (ISBN 2-226-01872-7).
6. Jack le Vengeur, Albin Michel, coll. « L'Écho des savanes », 1987  (ISBN 2-226-02732-7).

- Ardeur : Intégrale, Les Humanoïdes associés, 2014  (ISBN 978-2-7316-2964-4).